# Kleinothraupis
Genre
Kleinothraupis est un genre d'oiseaux Passeriformes de la famille des Thraupidae.

## Liste des espèces
Selon la classification de référence du Congrès ornithologique international (1 janvier 2024), il comporte cinq espèces :
- Kleinothraupis reyi (Berlepsch, 1885) – Tangara à calotte grise
- Kleinothraupis atropileus (Lafresnaye, 1842) – Tangara à calotte noire
- Kleinothraupis auricularis (Cabanis, 1873) – Tangara oreillard
- Kleinothraupis calophrys (P.L.Sclater & Salvin, 1876) – Tangara des bambous
- Kleinothraupis parodii (Weske & Terborgh, 1974) – Tangara de Parodi

## Classification
Le nom valide complet (avec auteur) de ce taxon est Kleinothraupis K. J. Burns (d), Unitt (d) & N. A. Mason (d), 2016,.

## Étymologie
Le nom générique, Kleinothraupis, a été donné en l'honneur de l'ornithologue américaine Nedra Kathryn Klein (d) (1951-2001) qui a publié plusieurs articles sur les Tangaras mais qui est probablement mieux connue pour ses travaux sur les Parulidae. Les espèces du genre Kleinothraupis ayant des similitudes morphologiques avec les Parulidae, les auteurs ont choisi d'honorer Nedra Klein avec ce genre composé de son nom de famille et de thraupsis dérivant du grec ancien θραυπῐ́ς, thraupís, « petit oiseau »,.

## Publication originale
- (en) Kevin J. Burns, Philip Unitt et Nicholas A. Mason, « A genus-level classification of the family Thraupidae (Class Aves: Order Passeriformes) », Zootaxa, Magnolia Press (d), vol. 4088, no 3,‎ 9 mars 2016, p. 329–354 (ISSN 1175-5334 et 1175-5326, OCLC 49030618, PMID 27394344, DOI 10.11646/ZOOTAXA.4088.3.2, lire en ligne).